# 李戏鱼
李戏鱼（1903年4月—1994年10月2日），本名李濂，河南省济源县人。郑州大学教授。

## 生平简述
出身书香门第，自幼聪颖好学。膺从师辈，每有心得，酷爱书法，才华出众。青年时正逢济源奉仙观重修并改名道德宫，其碑匾即由他撰文书写，誉满乡里。
1926年大革命时期，从北京大学放假回乡，曾短时间担任济源县国民党县党部宣传部长。
从1925至1935年在清华与北大十年。其间对美学产生浓厚兴趣。研练书法，博览历代名迹，吸取众家之长，书体以行书见长，并富于书卷气。经美学大师邓以蛰、宗白华教授的悉心指教，逐步走上中国美学研究之路。1936年，在北京京华美术学院（即由姚华弟子创办的京华美术专门学校）任教授。
1939至1956年，一面在清华、北大及北京其他院校从事教学，一面深入学习研究美学理论。先后在《清华学报》、《北师学刊》、《湖社月刊》、《上海大公报·艺术周刊》、《北京晨报·学园》等报刊上发表关于书法创作、书法理论和美学理论等方面的文章。
1957年在北京大学被打成“右派”。郑州大学校长到京劝说他回河南任教。离京时致信国务院总理周恩来，为己之遭遇申述不平。六十年代初，河南省委文教书记刘仰峤率工作组到郑州大学，对一些统战对像中的“右派”重新甄别，然后“一风吹”（摘帽），李戏鱼由此解脱。
在郑州大学先后任中文系教授、图书馆馆长。
一生挚友中有同乡杨放之。又与同省籍学者冯友兰交谊深厚，终生对冯执弟子礼。五七年离京以后一直保持书信联系，每入京必诣冯府问候请益，即使在“文革”期间亦然。
“文革”后撰写《建立中国美学体系刍议》，在《郑州大学学报》发表，后被收入复旦大学出版的《中国美学史论文专集》，在美学界引起反响。
著有《中国美学论丛》，其前三部——《礼乐论》、《中国诗论》、《中国画论》——已经出版，其后四部即《书论》、《文论》、《音乐舞蹈论》与《建筑雕刻论》则未及付梓。冯友兰在为《中国画论》所作序言中说他“好学深思，心知其意，特立独行，神游乎中”。
1994年10月2日在郑州病逝。